# Capac

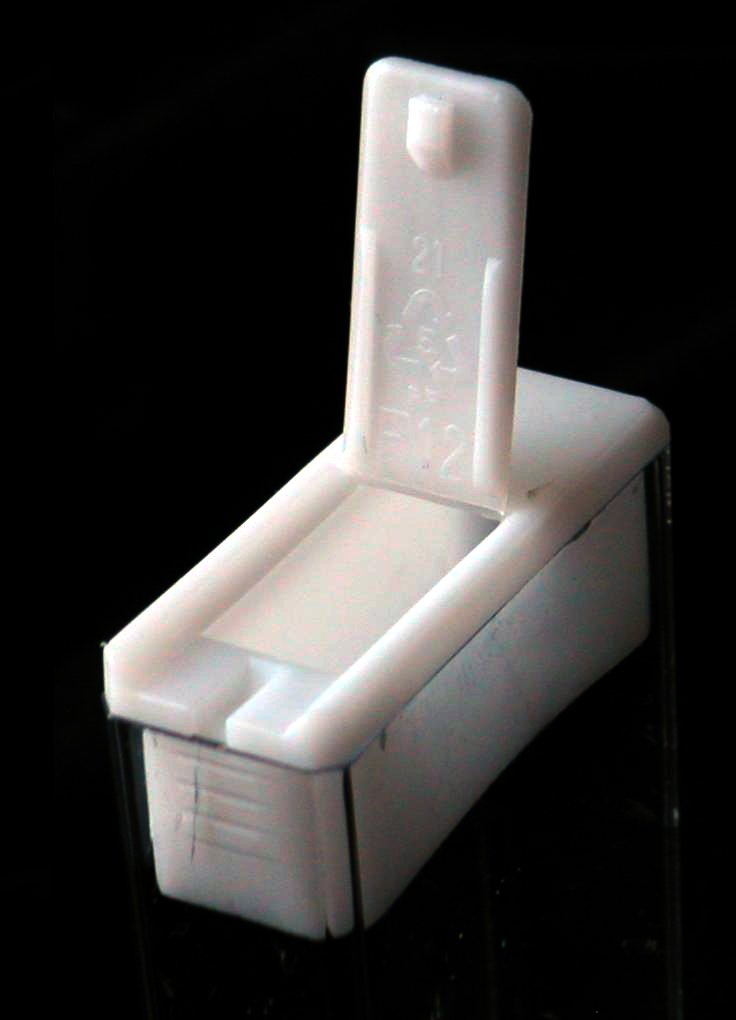
Capacul unei cutii de bomboane Tic Tac

Capacul este acea parte a unui recipient sau container care închide sau chiar izolează conținutul acelui obiect.